# Crouy-en-Thelle
Crouy-en-Thelle település Franciaországban, Oise megyében. Lakosainak száma 1100 fő (2022. január 1.). Crouy-en-Thelle Blaincourt-lès-Précy, Boran-sur-Oise, Ercuis, Morangles, Neuilly-en-Thelle és Précy-sur-Oise községekkel határos.

## Népesség
A település népességének változása:
| Lakosok száma | 1107 | 1109 | 1115 | 1098 | 1106 | 1116 | 1117 | 1108 | 1100 |
|               | 2013 | 2015 | 2016 | 2017 | 2018 | 2019 | 2020 | 2021 | 2022 |